# بيلي كرين
بيلي كرين (بالإنجليزية: Billy Crain)‏ هو كاتب أغاني أمريكي، ولد في 9 أغسطس 1954 في ناشفيل في الولايات المتحدة.